# Cephalopholis sonnerati
Cephalopholis sonnerati es una especie de pez del género Cephalopholis, familia Serranidae. Fue descrita científicamente por Valenciennes en 1828.
Se distribuye por el Indo-Pacífico: costa este de África hasta las islas de la Línea, norte a sur de Japón, sur de Queensland (Australia). La longitud total (TL) es de 57 centímetros. Habita en arrecifes de lagunas y en áreas costeras con sustratos rocosos y su dieta se compone de pequeños peces y crustáceos, incluidos camarones, cangrejos y estomatópodos. Puede alcanzar los 150 metros de profundidad.
Está clasificada como una especie marina inofensiva para el ser humano.